# Хрестолист голий
Хрестолист голий, круціата гола (Cruciata glabra) — вид рослин родини маренові (Rubiaceae), поширений у Євразії й пн.-зх. Африці.

## Опис
Багаторічна рослина завдовжки 10–35 см. Квітконоси без приквіткових листків. Стебла запушені під вузлами біля основи листків, іноді до середини, а вище голі. Плоди округлі, голі, гладенькі.

## Поширення
Поширений у Євразії (від Португалії до Сибіру) й пн.-зх. Африці.
В Україні зростає в лісах, серед чагарників, на кам'янистих розсипах — у Карпатах, Розточчі–Опіллі, на Поліссі, в Лісостепу.

## Галерея

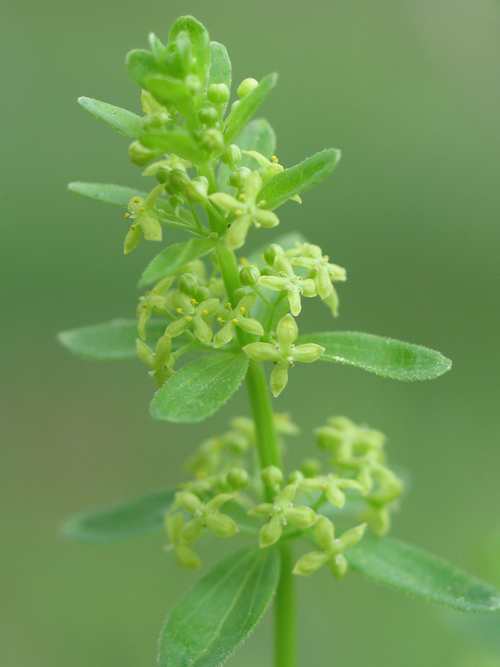
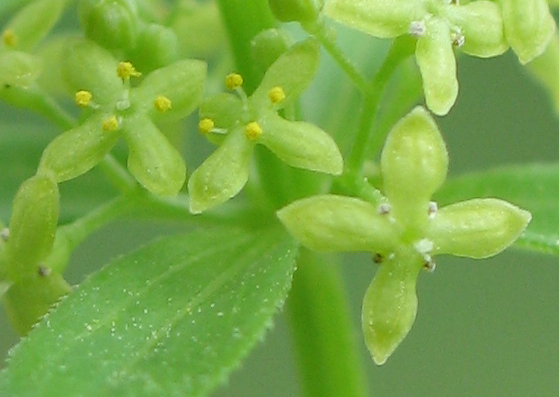